# Вишнеградський Іван Олексійович
Вишнегра́дський Іва́н Олексі́йович (нар.20 грудня 1831 (1 січня 1832), Вишній Волочок — пом.25 березня (6 квітня) 1895, Санкт-Петербург) — російський вчений, фахівець в області механіки, державний діяч. Основоположник теорії автоматичного регулювання, почесний член Петербурзької АН з 1888 року, у 1887–1892 рр. — міністр фінансів Російської імперії.